# Idol (Sverige)
Idol är ett TV-program på TV4, baserat på programformatet Idols, som årligen brukar TV-sändas under hösten, med start i augusti eller september och final i november eller december. Programmet går ut på att personer med sångtalang ansöker om att delta, där de först får genomgå olika auditions där en jury enväldigt bestämmer vilka som ska gå vidare i tävlingen. När juryn har valt ut deltagarna övergår tävlingen i direktsända kvalprogram och/eller veckofinaler där makten (till stor del) överlämnas till tv-tittarna. Under varje moment röstas deltagare ut tills bara två eller tre deltagare är kvar, då säsongens vinnare koras. 
Ett stort antal personer som har deltagit i Idol har efter sin medverkan blivit framgångsrika i branschen och fått någon låt spelad på kommersiell radio. Vissa, såsom Agnes Carlsson, Lisa Ajax och Anna Bergendahl har även tävlat i Melodifestivalen, även Loreen och Måns Zelmerlöw som vunnit Melodifestivalen och även Eurovision Song Contest. Flera Idol-deltagare har även medverkat i TV-programmet Så mycket bättre.
Totalt har tjugo säsonger producerats i Sverige åren 2004–2011 och 2013–2024 med en tjuogförsta säsong planerad till hösten 2025. Det året då Idol gjorde uppehåll sände TV4 två andra inköpta talangprogram – X Factor Sverige och The Voice Sverige, men dessa lades ned efter endast varsin säsong. Sedan 2013 har TV4 fortsatt att producera nya säsonger av Idol.
Vid Kristallen 2015 och 2018 blev Idol utsedd till Årets underhållningsprogram.

## Historia[5][6]

### Formatet
Formatet Idol skapades av managern Simon Fuller. Den första säsongen sändes under namnet "Pop Idol" i England från oktober 2001 till februari året därpå med Will Young som segrare och Gareth Gates som en av medtävlarna. Den första säsongen i USA, American Idols, hade sin final i september 2002 där Kelly Clarkson vann med låten "A Moment Like This", som skrevs av den svenska låtskrivaren Jörgen Elofsson. Han har även skrivit vinnarlåtarna till svenska Idol flera gånger. När "Idol"-formatet senare skulle lanseras över världen blev man tvungen att ta bort ordet "Pop" ur namnet på grund av en tvist hade uppstått med skaparna av programmet Popstars, varför formatet lanserades under namnet "Idol". 
Under år 2004 köptes formatet in till TV4 i Sverige av bland annat av bildproducenten Alexander Eriksson (som senare dömdes för att flugit helikoptern under Helikopterrånet 2009), och därefter har TV4 producerat minst en säsong per år (undantaget år 2012). I dessa säsonger har ett stort antal deltagare efter medverkan i programmet fortsatt att producera låtar, släppa skivor och startat skivbolag som till exempel Agnes Carlsson, Darin, Ola Svensson, Sebastian och medlemmarna i gruppen E.M.D. (Danny Saucedo, Erik Segerstedt och Mattias Andréasson). Det ska också nämnas att deltagarna Loreen och Måns Zelmerlöw också har vunnit varsin upplaga av Melodifestivalen och Eurovision Song Contest även om de inte vann sina Idolsäsonger. Detta till skillnad från 2019 års Idolvinnare Tusse som blev den första Idolvinnaren i Sverige som även vann en senare upplaga av Melodifestivalen (dock inte Eurovision Song Contest).

#### Sändningsdatum
Av totalt tjugoen säsonger har sex av dessa haft säsongsstart i september medan resterande har haft premiär i augusti. Samtliga säsonger utom två har haft final i december medan de som inte haft final i den månaden hade final i november månad. Under de nitton första säsongerna sändes veckofinalerna på fredagar, därefter byttes sändningsdag till lördagar. Den tjugonde säsongen blev också den första att inte ha någon kvalvecka där tittarna fick bestämma vilka talanger bland juryns val som skulle få tävla i den säsongens veckofinaler.

### Juryn
Varje säsong av Idol Sverige består av en jury på tre eller fyra personer som bland annat innehar en stor del av makten av tävlingen i den inledande fasen av en ny säsong, däribland rätten att bestämma vilka av deltagarna som ska få tävla i de direktsända programmen under hösten. Den första juryn utgjordes av kvartetten Peter Swartling, Claes af Geijerstam, Kishti Tomita och Daniel Breitholtz (säsong 1–4, dock utan Claes af Geijerstam i den fjärde säsongen), och därefter har nya jurymedlemmar kommit och gått bland andra Anders Bagge, Laila Bagge, Andreas Carlsson, Alexander Bard, Nikki Amini och Alexander Kronlund som i omgångar har suttit med i juryn i mer än en säsong. Fram till säsong 12 utgjordes juryn alltid av fler män än kvinnor; därefter har det alltid varit lika många kvinnor som män i juryn.
I en del säsonger har en jurymedlem, i dessa fall Peter Swartling respektive Pelle Lidell, agerat juryns ordförande med utslagsröst. Om det då stod 2-1 för en deltagare att gå vidare/åka ut var det ordförandens (Swartling-/Lidells) ja- eller nejröst som avgjorde om personen skulle gå vidare eller åka ut. I senare säsonger, där det förekommit liknande jurykonstellationer, har ordförandeskapet saknats varför det har krävts att den sökande antingen får en majoritet av juryns ja-röster, alternativt måste få hela juryn "ja"-röster, för att gå vidare, i annat fall har deltagaren åkt ut.

#### Jurymedlemmar genom säsongerna
Tabellen representerar vilka säsonger som personerna har utgjort juryn (rutorna med grön färg representerar en säsong då vederbörande satt i juryn). Markeringar med asterisk (*) var den säsong då originaljuryn bjöds in för att delta i ett moment i den säsongen. Dessa personer satt dock inte med i juryn annat än som gästdomare i några sändningar.
| Jurymedlem          | Säsonger | Säsonger | Säsonger | Säsonger | Säsonger | Säsonger | Säsonger | Säsonger | Säsonger | Säsonger | Säsonger | Säsonger | Säsonger | Säsonger | Säsonger | Säsonger | Säsonger | Säsonger | Säsonger | Säsonger | Säsonger |
| Jurymedlem          | 01       | 02       | 03       | 04       | 05       | 06       | 07       | 08       | 09       | 10       | 11       | 12       | 13       | 14       | 15       | 16       | 17       | 18       | 19       | 20       | 21       |
| ------------------- | -------- | -------- | -------- | -------- | -------- | -------- | -------- | -------- | -------- | -------- | -------- | -------- | -------- | -------- | -------- | -------- | -------- | -------- | -------- | -------- | -------- |
| Peter Swartling     |          |          |          |          |          |          |          |          |          | *        |          |          |          |          |          |          |          |          |          |          |          |
| Kishti Tomita       |          |          |          |          |          |          |          |          |          | *        |          |          |          |          |          |          |          |          |          |          |          |
| Claes af Geijerstam |          |          |          |          |          |          |          |          |          | *        |          |          |          |          |          |          |          |          |          |          |          |
| Daniel Breitholtz   |          |          |          |          |          |          |          |          |          | *        |          |          |          |          |          |          |          |          |          |          |          |
| Anders Bagge        |          |          |          |          |          |          |          |          |          |          |          |          |          |          |          |          |          |          |          |          |          |
| Andreas Carlsson    |          |          |          |          |          |          |          |          |          |          |          |          |          |          |          |          |          |          |          |          |          |
| Laila Bagge         |          |          |          |          |          |          |          |          |          |          |          |          |          |          |          |          |          |          |          |          |          |
| Pelle Lidell        |          |          |          |          |          |          |          |          |          |          |          |          |          |          |          |          |          |          |          |          |          |
| Alexander Bard      |          |          |          |          |          |          |          |          |          |          |          |          |          |          |          |          |          |          |          |          |          |
| Fredrik Kempe       |          |          |          |          |          |          |          |          |          |          |          |          |          |          |          |          |          |          |          |          |          |
| Quincy Jones III    |          |          |          |          |          |          |          |          |          |          |          |          |          |          |          |          |          |          |          |          |          |
| Nikki Amini         |          |          |          |          |          |          |          |          |          |          |          |          |          |          |          |          |          |          |          |          |          |
| Alexander Kronlund  |          |          |          |          |          |          |          |          |          |          |          |          |          |          |          |          |          |          |          |          |          |
| Katia Mosally       |          |          |          |          |          |          |          |          |          |          |          |          |          |          |          |          |          |          |          |          |          |
| Peg Parnevik        |          |          |          |          |          |          |          |          |          |          |          |          |          |          |          |          |          |          |          |          |          |
| Ash Pournouri       |          |          |          |          |          |          |          |          |          |          |          |          |          |          |          |          |          |          |          |          |          |

## Upplägget i svenska versionen av Idol

### Auditionturné
Det första som händer i Idol är att programmets jury ger sig ut på en auditionturné till en eller flera städer i Sverige för att hitta sångtalanger. Denna turné brukar i regel äga rum under årets första halvår, oftast under senvintrar och vårar, även om den första säsongens auditions ägde rum i sommarmånader. Vem som helst som är minst 16 år gammal (lägsta åldersgräns ska vara uppfyllt senast den 1 september samma år) och folkbokförd i Sverige får söka till programmet. Däremot är dörren stängd för personer som har pågående skivkontrakt och deltagare som tidigare har tävlat i Idols veckofinaler. Även om gruppmoment och/eller duetter kan förekomma under en inspelningssäsong har TV4 som regel att alla som vill söka till programmet gör det som soloartister. Dessutom kan, enligt reglerna, bara en deltagare per säsong koras till säsongens vinnare.  
TV-sändningarna gällande audition brukar vanligtvis sändas under sensommar och/eller tidiga höstar. Antalet sändningar från auditions varierar också beroende på hur många avsnitt som TV4 väljer att fokusera specifikt på auditions. 

#### Upplägget för auditionturnén
I de femton första säsongerna (2004–2011 och 2013–2019) tillämpade TV4 att auditions genomfördes på en slags Sverigeturné med kösystem. Det innebar att de som ville söka till programmet fick köa utanför lokaler i olika städer och sedan en och en gå in i ett rum för att träffa TV-juryn. I samtliga säsonger därefter har man istället använt sig av ett slags digitalt kösystem som inneburit att varje sökande spelar in en egen audition som skickas in till Idols redaktion som i sin tur avgör vilka personer som ska få träffa juryn för en TV-inspelad audition. Att TV4 ändrade på upplägget berodde i början på de restriktioner som föll i spåren av coronaviruspandemin som bröt ut under år 2020, men även om alla sådana restriktioner försvann två år senare har systemet fortsatt att tillämpas säsong för säsong även om man sedan 2023 också har kunnat söka spontant även om man inte föranmälde sig innan auditions. Programmet har till och från efter förändringen fortsatt haft en turné i olika städer, men i säsong tjugo och tjugoett skedde samtliga inspelningar från Filadelfiakyrkan i Stockholm.
Under vissa säsonger har det förekommit så kallade sidoturnéer som inneburit att en eller flera jurymedlemmar har åkt ut på egna auditionturnéer för att hitta sångtalanger. Ett sådant exempel var i jubileumssäsongen 2014 då TV4 bjöd in den allra första jurykvartetten (Peter Swartling, Claes af Geijerstam, Kishti Tomita och Daniel Breitholtz) som fick hitta varsin sångtalang som gick direkt till programmets kvalvecka.

#### Slutaudition
När fasen med auditionturné inklusive eventuella egna juryturnéer är avklarad ska juryn bestämma vilka av de sångtalanger som de valde ut under första auditions som ska få tävla vidare i säsongens direktsända moment. Juryns val görs i momentet Slutaudition där deltagarna samlas i en lokal på en scen i en större lokal någonstans i Sverige för att få sjunga inför juryn. De flesta säsonger har momentet ägt rum i Stockholm, men det har förekommit att det också har ägt rum i andra städer. Ett sådant undantag gjordes under säsongen år 2020 då slutaudition genomfördes på plats på den ort som produktionen för tillfället besökte för auditions. Inspelningarna av Slutaudition brukar göras under vår- eller sommartid medan TV-sändningarna brukar vanligtvis ske under sensommar och/eller tidiga höstar. Tiden avgör lite när Idolsändningarna startar samt om momentet får en egen sändningsvecka eller om den delar sändningsvecka med audition i aktuell stad.
Upplägget för slutaudition startar alltid med momentet Chorus Line som innebär att ett antal deltagare i taget får gå upp på en större scen framför juryn. Mitt på scenen står en mikrofon som var och en av deltagarna får gå fram till och sedan sjunga en del av en egen vald låt inför juryn, antingen a cappella och/eller med instrument. Juryn överlägger sedan vilka deltagare de vill skicka vidare och vilka som får lämna tävlingen direkt. De deltagare som juryn vill ha kvar efter det första momentet brukar i regel få genomföra antingen ett eller två moment till där juryn bedömer deras insatser och skickar vidare de deltagare som de anser gör bäst ifrån sig. Dessa moment brukar i regel vara först ett gruppmoment samt en till solosång, bägge som framförs till antingen förinspelad musik eller ett liveband. Det har dock förekommit specialupplägg under vissa säsonger, bland annat att vissa deltagare har sluppit delta i vissa moment medan andra har fått bevisa på nytt för juryn att de förtjänar en chans till. Säsongen 2020 genomfördes inget gruppmoment alls medan i säsongen året därpå genomfördes det som ett extra moment först efter det att slutaudition var avklarad.
Efter det att alla moment är avklarade överlägger juryn vilka deltagare som ska få gå vidare till de direktsända momenten under höstmånaderna.

### Kvalveckan
I de säsonger som TV4 producerade mellan åren 2004 och 2011 samt 2013 och 2023 användes ett moment som kallades för Kvalveckan som gick ut på att tittarna fick bestämma vilka deltagare som skulle bli säsongens veckofinalister. De hade att välja på bland de artister juryn valt ut från slutaudition. Momentet skrotades 2024 varför juryn fick, i den säsongen, hela makten under slutaudition om vilka av deltagarna som skulle få delta i den första veckofinalen.
De säsonger som momentet har genomförts hade upplägget om att deltagarna uppträdde i fyra kvalprogram där varje deltagare uppträdde med en valfri låt som bedömdes av juryn men tittarna fick bestämma vilka som skulle gå vidare, antingen direkt till en kvalfinal. I själva kvalfinalen fick juryn oftast möjlighet att rösta tillbaka några utröstade deltagare från heaten innan tittarna slutligen bestämde vilka tävlande som skulle gå vidare till veckofinalerna. Det förekom, särskilt i de tidigare säsongerna, andra upplägg, exempelvis att deltagare som röstats vidare från sitt kvalheat slapp tävla i kvalfinalen. Själva momentet sändes allt som oftast från en studio, antingen den som TV4 sedan använde för säsongens veckofinaler eller en mindre studio. I en säsong sändes den från en utomhusscen i Kungsträdgården i Stockholm.

### Veckofinalerna
Från och med då säsongens veckofinalister är utsedda sänder programmet ett flertal så kallade veckofinaler som äger rum på fredags- (säsong 1 till 19) eller lördagskvällar (säsong 20–) i TV4. I varje sådan sändning uppträder de deltagare som röstats vidare från föregående veckas program med en eller flera sånginsatser som bedöms av juryn, men det är tittarna som har hela makten att rösta vidare deltagare i tävlingen. Varje sändning brukar ha ett tema eller en utmaning som de framträdda låtarna kretsar kring och det förekommer att gästartister uppträder som pausunderhållning och/eller tillsammans med de tävlande deltagarna.   
En veckofinal brukar vanligtvis vara uppdelad i en längre huvudsändning, där deltagarna först uppträder med en eller flera sånginsatser, vilket följer en paus innan det blir en resultatsändning. När resultatet presenteras ropas deltagarna upp utan inbördes ordning där respektive deltagare får bara veta om denne "sitter säkert" (dvs. har fått tillräckligt med röster för att få tävla minst en vecka till) eller "hänger löst" (dvs. är en av de som fått lägst antalet röster i sändningen och därmed riskerar att åka ut). I varje sändning får en eller flera deltagare som har fått lägst tittarstöd lämna programmen, men det har också förekommit säsonger där juryn har kunnat "rädda tillbaka" deltagare som har röstats ut om än i en begränsad omfattning.
Sändningarna brukar äga rum i en TV-studio eller liknande lokal i Stockholmsområdet, däremot har Idol i tre säsonger (säsong 6, 7 och 8) åkt ut på turné de sista veckorna och bland annat besökt Malmö Arena i Malmö och Scandinavium i Göteborg. I de flesta säsonger har det också producerats eftersnacksprogram som ibland sänds i någon av TV4-kanalerna och/eller i digitala medier som TV4 Play.   

#### Deltagare som hoppar av Idol under veckofinalerna
Det har förekommit att veckofinalister hoppar av sin säsong efter avslutad veckofinal, och i de fall då det skett har TV4 låtit den senaste utröstade deltagaren komma tillbaka i tävlingen igen. Exempel på sådana tillfällen var i Idol 2004 då Fillip Williams fick komma tillbaka efter Angel Hansson avbröt sin medverkan samt i Idol 2010 då Minnah Karlsson fick komma tillbaka efter att Alice Hagenbrant avbröt sin medverkan. Både Filip Williams och Minnah Karlsson placerade sig sedan i toppen under sina säsonger. Det kan även nämnas att i Idol 2005 fick juryn utse ett wildcard bland utröstade deltagare i kvalfinalen där de valde Agnes Carlsson, som sedermera vann den säsongen.

#### Andra röstningsupplägg
Några säsonger har haft ett annorlunda resultatupplägg i veckofinalerna än det ovan nämnda. Exempelvis i säsongerna åren 2009 och 2010 fick de två deltagarna som fått lägst stöd i den första omgången duellera genom att de fick ta om sina nummer och så fick tittarna rösta fram den av de två som de ville se tillbaka i tävlingen igen. Ett annat exempel var i Idol 2021 då resultaten i flera veckofinaler baserades på veckovis röstning istället för ett direkt avgörande under respektive sändning. Mot slutet av den säsongen togs dock detta röstningssätt bort och ersattes av det tidigare systemet med att resultaten avgjordes i aktuell sändning. Ingen av dessa röstningssystem har återkommit i senare säsonger.

### Finalen
När två eller tre deltagare återstår efter veckofinalerna hålls finalen som i många säsonger har sänts från en större arena i Stockholmsområdet som Avicii Arena (tidigare Globen) eller Tele2 Arena. Det har dock förekommit att finaler också har sänts från samma studio som veckofinalerna, i det här fallet har det gällt de tre första säsongernas finaler (2004 till 2006) samt åren 2020 och 2024.
Finalen brukar ha upplägget med tre ronder där finalisterna uppträder med en låt per rond. De två första brukar vara med låtval som finalisterna antingen valt ut själva eller fått framröstat av tittarna medan den sista ronden är en specialskriven vinnarlåt som spelas in med alla finalister enskilt men det är bara vinnarens version som släpps efter finalen. I likhet med tidigare direktsända moment är det tv-tittarnas telefonröstning, SMS-röstning och (sedan 2022) applikationsröstning som avgör alla resultat. Juryn ger feedback på framträdandena.
Vinnaren blir den som totalt sett har fått flest röster under finalsändningen. Om finalen har tre finalister brukar den av finalisterna som fått lägst stöd efter den första ronden röstas ut; enda undantaget har varit 2024 där samtliga tre gjorde upp om slutsegern. 

### Pris och prissumma
Den deltagare som vinner sin Idolsäsong brukar först få vinnarlåten utgiven och därefter ett skivkontrakt med ett skivbolag. Inför den nittonde säsongen, som producerades år 2023, gick TV4 ut i förväg med att den säsongens vinnares skivkontrakt skulle vara värt cirka en miljon kronor utöver att vinnaren får tillgång till PR, ett eget team och A&R. Även om fokuset oftast hamnar på Idolvinnaren har det förekommit att deltagaren som kommer på andraplats också får möjlighet att till ett eller flera skivkontrakt, liksom andra deltagare som har tävlat under säsongen som skivbolag är intresserade av att signa.

### Eftersnacksprogram
I samband med att respektive direktsänt veckofinalsprogram och finalen har sänts brukar TV4 i regel avsluta sändningen med någon form av eftersnacksprogram. Dessa har antingen sänts i någon grannkanal till TV4 och/eller direkt i TV4 Play. Det har förekommit att TV4 inte har haft eftersnack alls. Programledare för dessa sändningar har genom åren varit Wendy Rådström (säsong 2–3), Doreen Månsson och Hannah Graaf Karyd (säsong 4), Katrin Zytomierska och Peter Jihde (säsong 5–6), Paul Haukka, Josefin Crafoord och Jakob Öqvist (säsong 7), Jakob Öqvist och Martin Björk (säsong 8), Pär Lernström och Kakan Hermansson (säsong 9), Malin Stenbäck och Andreas Weise (säsong 10), Erik Segerstedt och Arantxa Alvarez (säsong 11) och Gry Forssell och Farao Groth (säsong 12). I alla säsonger därefter har Pär Lernström, som varit huvudsaklig programledare, också varit programledare för eftersnacket antingen själv eller tillsammans med bisittare som Daniel Redgert (säsong 13), Anis Don Demina (säsong 17–18) och Amie Bramme Sey (säsong 19).

## Säsongsinformation
| Säsong    | Sändningsdatum            | Vinnare                 | Tvåa                        | Trea                              | Jury                                                                     | Programledare huvudsändningarna                      | Bisittare (auditions/direktsändningar)                                                                       | Vinnarlåt                             |
| --------- | ------------------------- | ----------------------- | --------------------------- | --------------------------------- | ------------------------------------------------------------------------ | ---------------------------------------------------- | --- | ------------------------------------- |
| 1 (2004)  | 2 september – 26 november | Daniel Lindström        | Darin Zanyar                | Fillip Williams                   | Peter Swartling Kishti Tomita, Daniel Breitholtz, Claes af Geijerstam    | David Hellenius & Peter Magnusson                    | Ingen bisittare                                                                                              | "Coming True"                         |
| 2 (2005)  | 30 augusti – 2 december   | Agnes Carlsson          | Sebastian Karlsson          | Sibel Redzep                      | Peter Swartling Kishti Tomita, Daniel Breitholtz, Claes af Geijerstam    | Tobbe Blom & Johan Wiman                             | Ingen bisittare                                                                                              | "Right Here, Right Now"               |
| 3 (2006)  | 29 augusti – 1 december   | Markus Fagervall        | Erik Segerstedt             | Johan Larsson                     | Peter Swartling Kishti Tomita, Daniel Breitholtz, Claes af Geijerstam    | Sanna Bråding & Mogge Sseruwagi                      | Ingen bisittare                                                                                              | "Everything Changes"                  |
| 4 (2007)  | 4 september – 7 december  | Marie Picasso           | Amanda Jenssen              | Andreas Sjöberg                   | Peter Swartling (ordf.), Kishti Tomita, Daniel Breitholtz                | Carolina Gynning & Carina Berg (Audition och kvalet) | Ingen bisittare                                                                                              | "This Moment"                         |
| 4 (2007)  | 4 september – 7 december  | Marie Picasso           | Amanda Jenssen              | Andreas Sjöberg                   | Peter Swartling (ordf.), Kishti Tomita, Daniel Breitholtz                | Peter Jihde (Veckofinalerna)                         | Ingen bisittare                                                                                              | "This Moment"                         |
| 5 (2008)  | 3 september – 12 december | Kevin Borg              | Alice Svensson              | Robin Bengtsson                   | Andreas Carlsson, Laila Bagge Wahlgren, Anders Bagge                     | Peter Jihde                                          | Ingen bisittare                                                                                              | "With Every Bit of Me"                |
| 6 (2009)  | 8 september – 11 december | Erik Grönwall           | Calle Kristiansson          | Tove Styrke                       | Andreas Carlsson, Laila Bagge Wahlgren, Anders Bagge                     | Peter Jihde                                          | Ingen bisittare                                                                                              | "Higher"                              |
| 7 (2010)  | 7 september – 10 december | Jay Smith               | Minnah Karlsson             | Olle Hedberg                      | Andreas Carlsson, Laila Bagge Wahlgren, Anders Bagge                     | Peter Jihde                                          | Ingen bisittare                                                                                              | "Dreaming People"                     |
| 8 (2011)  | 7 september – 9 december  | Amanda Fondell          | Robin Stjernberg            | Moa Lignell                       | Pelle Lidell (ordf.), Alexander Bard, Laila Bagge Wahlgren, Anders Bagge | Pär Lernström                                        | Cecilia Forss (Bisittare under auditionturnén)                                                               | "All This Way"                        |
| 9 (2013)  | 19 augusti – 6 december   | Kevin Walker            | Elin Bergman                | Erik Rapp                         | Alexander Bard, Laila Bagge Wahlgren, Anders Bagge                       | Pär Lernström                                        | Kakan Hermansson                                                                                             | "Belong"                              |
| 10 (2014) | 18 augusti – 5 december   | Lisa Ajax               | Mollie Lindén               | Josefine Myrberg                  | Alexander Bard, Laila Bagge Wahlgren, Anders Bagge                       | Pär Lernström                                        | Ingen bisittare                                                                                              | "Unbelievable"                        |
| 11 (2015) | 17 augusti – 4 december   | Martin Almgren          | Amanda Winberg              | Simon Zion                        | Alexander Bard, Laila Bagge Wahlgren, Anders Bagge                       | Pär Lernström                                        | Ingen bisittare                                                                                              | "Can't Hold Me Down"                  |
| 12 (2016) | 22 augusti – 9 december   | Liam Cacatian Thomassen | Rebecka Karlsson            | Charlie Grönvall                  | Fredrik Kempe, Nikki Amini, Quincy Jones III                             | Pär Lernström                                        | Ingen bisittare                                                                                              | "Playing With Fire"                   |
| 13 (2017) | 21 augusti – 8 december   | Chris Kläfford          | Hanna Ferm                  | Gabriel Cancela                   | Anders Bagge, Nikki Amini, Alexander Kronlund, Kishti Tomita             | Pär Lernström & Gina Dirawi                          | Pär Lernström & Gina Dirawi                                                                                  | "Treading Water"                      |
| 14 (2018) | 20 augusti – 7 december   | Sebastian Walldén       | Kadiatou Holm Keita         | William Segerdahl, Bragi Bergsson | Anders Bagge, Nikki Amini, Alexander Kronlund, Kishti Tomita             | Pär Lernström & Gina Dirawi                          | Pär Lernström & Gina Dirawi                                                                                  | "Everything"                          |
| 15 (2019) | 19 augusti – 6 december   | Tusse Chiza             | Freddie Liljegren           | Dao Molander Di Ponziano          | Anders Bagge, Nikki Amini, Alexander Kronlund, Kishti Tomita             | Pär Lernström                                        | Ingen bisittare                                                                                              | "Rain"                                |
| 16 (2020) | 17 augusti – 4 december   | Nadja Holm              | Paulina Pancenkov           | Caspar Camitz                     | Anders Bagge, Nikki Amini, Alexander Kronlund, Kishti Tomita             | Pär Lernström                                        | Ingen bisittare                                                                                              | "(Better get) used to me"             |
| 17 (2021) | 23 augusti – 10 december  | Birkir Blær             | Jacqline Mossberg Mounkassa | Annika Wickihalder                | Anders Bagge, Katia Mosally, Alexander Kronlund, Kishti Tomita           | Pär Lernström                                        | Anis Don Demina                                                                                              | "Weightless"                          |
| 18 (2022) | 22 augusti – 25 november  | Nike Sellmar            | Albin Tingwall              | Klara Almström                    | Anders Bagge, Katia Mosally, Alexander Kronlund, Kishti Tomita           | Pär Lernström                                        | Anis Don Demina                                                                                              | "Anything You Say"                    |
| 19 (2023) | 28 augusti – 1 december   | Cimberly Wanyonyi       | Saga Ludvigsson             | Simon Näslund                     | Anders Bagge, Katia Mosally, Alexander Kronlund, Kishti Tomita           | Pär Lernström                                        | Amie Bramme Sey (sidekick under veckofinalerna)                                                              | "Won't Be Sorry"                      |
| 20 (2024) | 31 augusti – 7 december   | Margaux Flavet          | Joel Nordenberg             | Minou Nilsson                     | Ash Pournouri, Peg Parnevik, Katia Mosally, Anders Bagge                 | Pär Lernström                                        | Mauri Hermundsson, Joakim Lundell, David Hellenius, Sanna Bråding, Peter Jihde, Gina Dirawi, Anis Don Demina | "I'll Write Your Name Across The Sky" |
| 21 (2025) | 23 augusti – ? nov/dec    | Ej avgjort              | Ej avgjort                  | Ej avgjort                        | Ash Pournouri, Peg Parnevik, Katia Mosally, Anders Bagge                 | Pär Lernström                                        | Behrouz Badreh                                                                                               | Ej presenterat                        |

## Statistik

### Vinnarnas åldrar
Nedan är en sammanställning vilken ålder respektive Idol-vinnare hade vid tidpunkten för sin seger. Ordningen listas från den yngsta till den äldsta.
| Idolvinnare             | Vinnarår | Ålder vid segern    |
| ----------------------- | -------- | ------------------- |
| Margaux Flavet          | 2024     | 16 år och 96 dagar  |
| Lisa Ajax               | 2014     | 16 år och 115 dagar |
| Amanda Fondell          | 2011     | 17 år och 103 dagar |
| Agnes Carlsson          | 2005     | 17 år och 272 dagar |
| Tusse Chiza             | 2019     | 17 år och 340 dagar |
| Cimberly Wanyonyi       | 2023     | 18 år och 323 dagar |
| Liam Cacatian Thomassen | 2016     | 19 år och 91 dagar  |
| Birkir Blær             | 2021     | 21 år och 256 dagar |
| Erik Grönwall           | 2009     | 22 år och 9 dagar   |
| Kevin Borg              | 2008     | 22 år och 187 dagar |
| Nadja Holm              | 2020     | 23 år och 56 dagar  |
| Sebastian Walldén       | 2018     | 23 år och 306 dagar |
| Markus Fagervall        | 2006     | 24 år och 58 dagar  |
| Kevin Walker            | 2013     | 24 år och 126 dagar |
| Daniel Lindström        | 2004     | 26 år och 302 dagar |
| Nike Sellmar            | 2022     | 27 år och 134 dagar |
| Martin Almgren          | 2015     | 27 år och 353 dagar |
| Marie Picasso           | 2007     | 28 år och 228 dagar |
| Chris Kläfford          | 2017     | 28 år och 243 dagar |
| Jay Smith               | 2010     | 29 år och 226 dagar |

### Äldsta och yngsta deltagarna
Fram till 2010 var artisterna Johan Palm och Yazmina Simic, som tävlade år 2008, de yngsta artisterna som gått vidare till veckofinalerna. Palm och Simic var då endast 16 år gamla. Palm var 41 dagar yngre än Simic, och därför den yngsta som tävlat i veckofinalerna. Rekordet bröts i Idol 2011, då Idoldeltagarna Amanda Persson och Molly Pettersson Hammar gick till veckofinalerna när de precis fyllt 16 år. De var bägge endast 15 år när de gick vidare till kvalveckan. Geir Rönning har varit den äldsta deltagaren i veckofinalerna. Fram till hans medverkan var Sam Hagberth (Idol 2007) den äldsta deltagaren som tävlat i veckofinalerna (33 år gammal).  

## Deltagare med karriär efter programmen
Av de personer som sökt till Idol och som tagit sig hela vägen till veckofinalerna är det flera som har haft eller har (aktiva) musikkarriärer. Nedan listas vilka personer det gäller och från vilka säsonger.
- Från säsong 1 (2004): Darin Zanyar, Loreen Talhaoui
- Från säsong 2 (2005): Agnes Carlsson, Sebastian Karlsson, Sibel Redzep, Måns Zelmerlöw, Ola Svensson
- Från säsong 3 (2006): Erik Segerstedt, Danny Saucedo
- Från säsong 4 (2007): Marie Picasso, Amanda Jenssen, Daniel Karlsson, Mattias Andreasson, Christoffer Hiding
- Från säsong 5 (2008): Kevin Borg, Alice Svensson, Robin Bengtsson, Anna Bergendahl, Loulou Lamotte, Linda Pritchard
- Från säsong 6 (2009): Erik Grönwall, Tove Östman Styrke, Mariette Hansson, Eddie Razaz, Rabih Jaber, Erika Selin
- Från säsong 7 (2010): Jay Smith, Linnea Henriksson, Andreas Weise, Geir Rönning, Daniel Norberg
- Från säsong 8 (2011): Amanda Fondell, Robin Stjernberg, Moa Lignell, Molly Pettersson Hammar
- Från säsong 9 (2013): Kevin Walker, Elin Bergman, Erik Rapp, Jens Hult
- Från säsong 10 (2014): Lisa Ajax, Mollie Lindén, Josefine Myrberg
- Från säsong 11 (2015): Martin Almgren, Amanda Winberg, Axel Schylström
- Från säsong 12 (2016): Liam Cacatian Thomassen, Rebecka Karlsson, Charlie Grönvall, Renaida Braun
- Från säsong 13 (2017): Chris Kläfford, Hanna Ferm
- Från säsong 14 (2018): Sebastian Walldén, Kadiatou Holm Keita, William Stridh, William Segerdahl
- Från säsong 15 (2019): Tusse, Freddie Liljegren
- Från säsong 16 (2020): Nadja Holm, Paulina Pancenkov
- Från säsong 17 (2021): Birkir Blær, Jacqline Mossberg Mounkassa, Annika Wickihalder, Fredrik Lundman
- Från säsong 18 (2022): Nike Sellmar, Albin Tingwall
- Från säsong 19 (2023): Cimberly Wanyonyi, Saga Ludvigsson, Simon Näslund

## Deltagarvillkor
Liksom i programmet The Voice Sverige har villkoren för deltagarna kritiserats av Musikerförbundet. Det handlade främst om oskälig ersättning från produktionsbolaget Fremantle, att deltagarna får arbeta väldigt långa dagar samt att deltagarna blir uppbundna på kontrakt under orimligt lång tid. Säsongen 2016 varslade förbundet om strejk inför den avgörande finalen, något som dock drogs tillbaka samma dag som finalen skulle äga rum efter att parterna kommit överens om att förbättra flera av villkoren för deltagarna. Några av de villkor i kontrakten som förändrades var att deltagarnas bindningstid till ett specifikt skivbolag förkortades, att deltagarna i större utsträckning äger sin egen upphovsrätt och att moment bakom kulisserna görs frivilligt.
Inför den nittonde säsongen år 2023 gick TV4 i förväg ut med olika intervjuklipp med personer insatta i produktionen som förklarade tävlingens regler, däribland vad som gäller om man har eller har haft skivkontrakt, vad man som deltagare tillåts göra som medverkande i Idol och om det är okej att ha ett separat management-avtal.

### Liknande TV-program
- Fame Factory
- Popstars
- Talang Sverige
- The Voice Sverige
- X Factor Sverige
- The X Factor
- True Talent
- Copycat Singers